# Germán Busch Becerra
Victor Germán Busch Becerra (23 de março de 1904 — 23 de agosto de 1939) foi um militar e estadista boliviano que serviu como 36º presidente da Bolívia de 1937 até sua morte em 1939. Antes de assumir a presidência, foi chefe do Estado-Maior e líder supremo da Legião dos Veteranos, uma organização de veteranos fundada por ele após o seu serviço na Guerra do Chaco.
Busch nasceu em El Carmen de Iténez ou em San Javier e foi criado em Trinidad. Frequentou o Colégio Militar do Exército e serviu com distinção na Guerra do Chaco. Por seus atos, ganhou proeminência entre o alto comando das forças armadas, participando nas destituições militares dos presidentes Daniel Salamanca, em 1934, e José Luis Tejada Sorzano, em 1936. Este último levou o seu mentor, o Coronel David Toro, à presidência de uma junta militar da qual Busch fazia parte. Em 13 de julho de 1937, Busch orquestrou um golpe de Estado brando que forçou a renúncia de Toro, elevando-se a si próprio à presidência da junta.
Herói de guerra, atraído pelos movimentos sociais reformistas da época, Busch liderou o desenvolvimento da ideologia socialista militar de Toro, convocando a Convenção Nacional de 1938, que o elegeu legalmente presidente e promulgou a Constituição Política de 1938, aclamada como uma “Constituição Social”, pois estabelecia o direito do Estado às riquezas naturais do país, aludia à função social da propriedade e reconhecia as terras comunais dos indígenas bolivianos. No entanto, a sua inexperiência política e a sua habituação a uma estrutura militar rígida enfraqueceram a sua capacidade de liderar as facções díspares dos movimentos de esquerda e levaram-no a suspender a legislatura e a declarar um regime ditatorial em 1939. Durante este período, promulgou uma profusão de decretos executivos, incluindo um novo código do trabalho e da escola e a lei da moeda mineira, a última das quais se revelou a mais popular das suas políticas, embora lhe tenha provocado a ira da Rosca, a poderosa oligarquia mineira do país.
No final de 1939, a pressão dos partidos conservadores ressurgentes, um escândalo de corrupção e uma depressão pessoal cada vez mais profunda levaram Busch a suicidar-se a 23 de agosto de 1939, pondo fim à era do socialismo militar na Bolívia. Personagem enigmática, vinda de fora do mundo da política, estava envolta em lendas e controvérsias, inclusive sobre a sua terra natal. A sua morte súbita e inesperada no exercício do cargo continua a ser contestada, quer se trate de um suicídio ou assassinato.

## Começo de vida e educação
Germán Busch nasceu a 23 de março de 1903. Era o quinto de seis filhos de Pablo Busch Wiesener, médico e imigrante alemão de Münster, e de Raquel Becerra Villavicencio, boliviana de ascendência italiana de Trinidad. Devido às frequentes viagens da família, os seus filhos nasceram em diferentes regiões do país, deixando o local exato de nascimento de Busch virar uma fonte de controvérsia histórica.

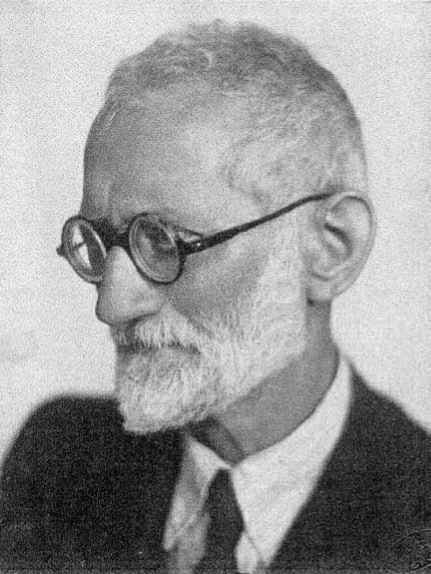
Pablo Busch Wiesener, Pai de Busch c. 1930.

Alguns historiadores apontam para San Javier, na província de Ñuflo de Chávez, no departamento de Santa Cruz, enquanto outros apontam para El Carmen de Iténez, uma povoação na província de Iténez, no departamento de Beni, a norte. O historiador Rolando Roda Busch, neto do irmão mais novo de Germán, Carlos, afirma que Busch nasceu em San Javier, Santa Cruz, destacando dois documentos históricos que comprovam a sua afirmação. O primeiro deles é a certidão de batismo de Busch, emitida a 25 de agosto de 1903 em San Javier. O segundo documento é o testamento de Pablo Busch, escrito “de próprio punho” na presença de um notário e de sete testemunhas, no qual coloca os nomes de todos os seus filhos, com os respectivos locais de nascimento.
O historiador Robert Brockmann defende que este testamento é incorreto, não por maldade de Pablo Busch, mas por ter sido redigido in extremis, quando Busch Wiesener estava à beira da morte, tendo sido atingido por uma flecha. Brockmann refere a afirmação da mãe de Busch, Raquel Becerra, com testemunhos ajuramentados recolhidos pelos historiadores Rógers Becerra e Arnaldo Lijerón. De acordo com este testemunho, Busch nasceu na quinta “La Pampita”, em El Carmen, Beni, enquanto a família navegava pelo Rio Blanco, a caminho de San Javier. A partir daí, a família teria continuado a navegar pelo rio até chegar a Urubichá, continuando de carroça até Ascensión de Guarayos e depois até San Javier, onde foi batizado. O engenheiro e historiador Rodolfo Pinto Parada calculou que este percurso explica a discrepância temporal entre o nascimento de Busch em março e o seu batismo em agosto.
Independentemente do desacordo sobre o local, ambos os relatos concordam que o ano de nascimento de Busch é 1903, tal como documentado pela primeira vez por Brockmann. A historiografia anterior tinha colocado a data de nascimento em 23 de março de 1904, um ano depois do fato. Poucas semanas após o nascimento de Busch, Pablo Busch abandonou a família e regressou à Alemanha, enquanto Raquel Becerra se mudou com os filhos para a sua cidade natal de Trinidad, onde Busch passou a maior parte da sua infância. Frequentou a Escola Nacional 6 de agosto, da qual foi expulso aos 16 anos devido a uma discussão física com o diretor, Agustín Rivero, na sequência de um caso amoroso entre ele e uma colega de turma chamada Leticia Egüez.

## Carreira militar

Busch (em pé, segundo a contar da esquerda) quando era cadete no Colégio Militar do Exército.

Devido à sua vontade e capacidade física, foi decidido pela família que Busch frequentaria o Colégio Militar do Exército em La Paz, para o qual o seu cunhado Samuel Ávila Alvarado lhe obteve os necessários certificados de boa conduta. Para viajar para La Paz, Busch participou num concurso de natação na localidade de Loma Suárez, tendo obtido o primeiro lugar e utilizando o prémio monetário para assegurar a passagem num barco a vapor para si e para os seus três amigos: Ceferino Rioja Aponte, Ernesto Wende Camargo e Sergio Ribera. O grupo navegou o rio até Todos Santos, onde continuou de mula através de Cochabamba até La Paz, chegando em dezembro de 1921. Em 16 de janeiro de 1922, com 18 anos, ingressou no Colégio Militar do Exército.

## Colégio Militar do Exército
Embora Busch se destacasse no exercício físico e no treino, era desafiado pelos aspectos estruturais da vida militar, especialmente no que diz respeito à disciplina e ao estudo concentrado. O colega cadete Alfonso Arana Gandarias descreveu Busch como um “homem temperamental e violento [que] passava de um estado sentimental para um estado de raiva”. Estes sentimentos acabaram por se manifestar na inclinação de Busch para o suicídio. Durante a sua estadia no Colégio Militar, Busch atentou contra sua própria vida em duas ocasiões. A primeira ocorreu durante um semestre em que o cadete reprovou a duas ou três disciplinas, o que o levou a tentar o suicídio com a sua espingarda, o que, como conta Ávila, “foi impedido com grande dificuldade pelos colegas”. O segundo fato ocorreu durante uma festa de estudantes, quando Busch quase se desentendeu com outro cadete chamado Guillermo Estrada. Enquanto estavam separados, Busch conseguiu desembainhar o seu revólver, apontando-o não a Estrada mas à sua própria têmpora, antes de ser impedido de disparar por outros convidados da festa.
Busch formou-se no Colégio Militar em 4 de janeiro de 1927 com o posto de segundo-tenente e foi designado para o Regimento de Infantaria Campero. O seu desinteresse pelo comando de metralhadoras pesadas e a sua propensão para discutir com outros oficiais levaram-no a ser transferido seis semanas mais tarde para o Corpo de Carabineiros em Copacabana. Durante este período, Busch foi apresentado ao Capitão David Toro, com quem estabeleceu uma boa relação, o que levou Toro a pedir a transferência do segundo-tenente para o Regimento de Cavalaria Ingavi em Viacha, que ele comandava. Isso permitiu a Toro desenvolver Busch como seu protegido.

## Casamento

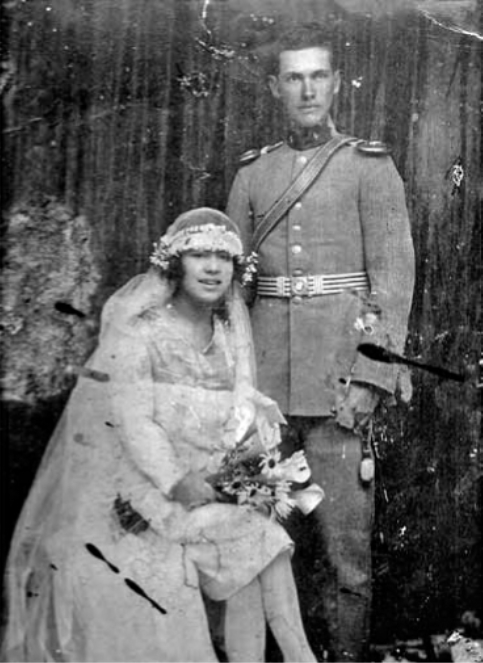
Fotografia do casamento de Germán Busch e Matilde Carmona, 1928.

O Colégio Militar estava situado perto do Liceu Venezuela, um colégio só para mulheres. Devido à proximidade entre os dois, eram comuns as relações e namoros entre os cadetes e as mulheres do colégio. Foi aqui que, em 1926, Busch conheceu Matilde Carmona Rodó, filha de uma antiga família de mineiros de Potosí. Os dois já se conheciam. Carmona, porque o aspeto físico e a reputação de Busch o tinham tornado popular entre as mulheres da escola e Busch, porque Carmona era a editora do jornal estudantil Ideal Femenino, do qual era fã. Depois de se formar e ser destacado para uma unidade em outra cidade, os dois continuaram a trocar cartas e Busch visitava-a habitualmente em La Paz quando tinha oportunidade. Depois de alguns anos, Busch voltou a La Paz no início de 1928 para pedir a mão de Carmona em casamento à família. Para isso, Busch obteve uma autorização militar especial para se casar. Isso porque os regulamentos militares da época proibiam o casamento de oficiais abaixo do posto de capitão. O casamento de um segundo-tenente não tinha precedentes e exigia uma persuasão considerável e a autorização especial do General José C. Quirós, Chefe do Estado-Maior. Germán e Matilde casaram-se a 18 de fevereiro de 1928.
Após o seu casamento, Busch foi destacado para os arredores de Cochabamba, onde o seu pífio salário de segundo-tenente, juntamente com o nascimento do seu primeiro filho Juan Germán em 28 de dezembro de 1928 e do seu segundo filho Orlando apenas onze meses depois, deixou a família em dificuldades econômicas durante algum tempo, contando com a generosidade do seu amigo Ángel Jordán para sobreviver.

## Golpe de 1930
Em 1929, Busch regressou com a sua família a La Paz e por recomendação pessoal de Toro, o General Hans Kundt, Chefe do Estado-Maior, designou Busch como seu ajudante pessoal. No entanto, a relação entre Kundt e Busch deteriorou-se rapidamente. Num relato a Carlos Montenegro, Busch contou que o tempo que passou como adjunto de Kundt o fez sentir-se “reduzido nos seus poderes, atrasado na sua hierarquia”. A entrada de Busch para o Estado-Maior ocorreu no final do mandato constitucional do Presidente Hernando Siles Reyes. Procurando prolongar o seu poder, mantendo uma pretensa legalidade, Siles Reyes renunciou no final de maio de 1930 a favor do seu Conselho de Ministros, a quem confiou a convocação de uma Convenção Nacional que alteraria a Constituição e lhe permitiria um segundo mandato sem precedentes. O plano de prorrogação do seu mandato teve o efeito contrário e, em 25 de junho, o que tinha começado como protestos estudantis transformou-se numa revolta no Colégio Militar do Exército. Confrontado com a crise, Kundt, que na qualidade de chefe do Estado-Maior era, para todos os efeitos práticos, a última autoridade executiva que restava, optou por permanecer inativo face ao estado de falência do governo. Neste contexto, Busch recebeu da sua mulher a notícia de que o irmão e o cunhado dela, Eliodoro Carmona e Ricardo Goitia, entre outros oficiais, tinham sido aprisionados por soldados rebeldes do Regimento Pérez. Na manhã do dia 25 e sem autorização de Kundt, o segundo-tenente deslocou-se ao quartel-general do regimento em Miraflores, guardado por catorze ou dezessete soldados, e libertou os oficiais presos. Às 4 horas da manhã do dia seguinte, Busch e um grupo de dezoito soldados retomaram o Colégio Militar, que tinha sido deixado a ser defendido por dois oficiais veteranos e dezoito dos cadetes mais novos, o mais novo dos quais tinha apenas doze anos.

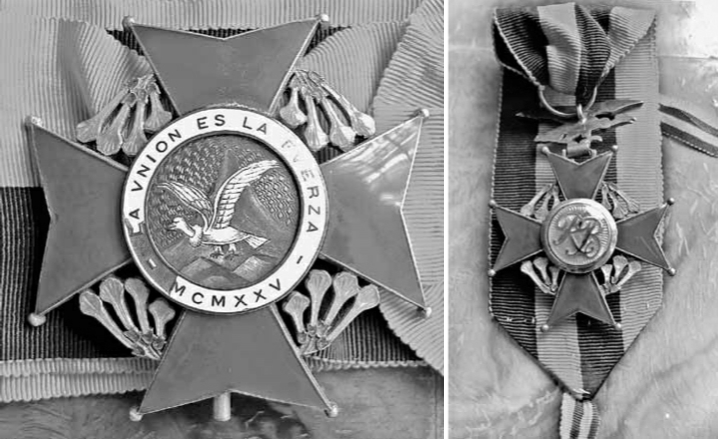
Anverso e reverso da Ordem do Condor dos Andes atribuída a Germán Busch em 1931.

Busch dirigiu então a sua atenção para a Escola de Aviação Militar em El Alto, cujos oficiais em insurreição mantinham o domínio aéreo sobre La Paz, mas recebeu ordens de Toro para se retirar. Em 28 de junho, a revolta militar conseguiu derrubar o governo e Busch retirou-se para sua casa, queixando-se a Matilde de que “tudo o que fiz foi inútil. Agora tudo está perdido devido à falta de carácter do General Kundt”. Como castigo pelo seu apoio ao governo deposto, Busch foi destacado pelo regime provisório de Carlos Blanco Galindo para o remoto posto militar de Roboré.

### Expedição de San Ignacio de Zamucos
Em março de 1931, Busch, promovido ao posto de tenente em janeiro, foi encarregado pelo Presidente Daniel Salamanca de liderar um contingente militar de trinta homens com a missão de localizar o local de San Ignacio de Zamucos, uma antiga missão jesuíta no Chaco. O governo esperava usar a descoberta do sítio como uma defesa legal para sua reivindicação de soberania sobre o Chaco Boreal.
A primeira expedição começou a 25 de março e terminou algures depois de 23 de maio, data em que Busch registou a sua última entrada no diário, relatando a entrega de uma carroça cheia de provisões para os soldados emaciados. A próxima entrada no diário de Busch salta para 16 de agosto, no meio de uma segunda expedição liderada, desta vez, pelo tenente-coronel Ángel Ayoroa. Em setembro, o governo de La Paz considerou que a descoberta de alvenaria de cerâmica e as escavações hidráulicas eram provas suficientes de que tinha existido uma San Ignacio de Zamucos e chamou de volta a expedição de Ayoroa. Posteriormente, a arqueologia demonstrou que a insuficiência de materiais no Chaco utilizados para construir a missão fez com que nunca houvesse ruínas para descobrir. No entanto, as expedições levaram Busch a ser condecorado como Grande Oficial da Ordem do Condor dos Andes, em 26 de outubro.

## Guerra do Chaco
A escalada das tensões entre a Bolívia e o Paraguai sobre o disputado Chaco Boreal acabou por resultar na eclosão da guerra entre os dois Países em 9 de setembro de 1932. A participação de Busch nas expedições de San Ignacio de Zamucos o libertou de seu semi-exílio em Roboré e ele foi transferido para o 6º Regimento de Cavalaria em Cochabamba. A notícia das hostilidades foi recebida favoravelmente por Busch, que escreveu em seu diário: “Dormi bem. As vozes espalharam que vamos para Boquerón, e acho que finalmente vou saber o que tanto pedimos: Guerra!”. Em 9 de setembro, o 6º Regimento de Cavalaria chegou em Muñoz. Estas forças reforçaram as defesas de Yucra na estrada para Boquerón, repelindo vários ataques dos regimentos paraguaios “Curupayty” e “Corrales”. No entanto, as repetidas tentativas de romper o cerco paraguaio de Boquerón a partir de suas posições entrincheiradas em Yujra resultaram em fracasso. Na noite de 21 para 22, os tenentes Germán Busch e Arturo Montes, com 15 soldados da 6ª Cavalaria, retiraram-se por Boquerón-Yujra. A batalha terminou com a derrota dos bolivianos e a retomada do Forte Boquerón pelo exército paraguaio.
Apesar disso, por ter entrado em Boquerón com reforços e por ter rompido o cerco para se retirar com o grosso das suas tropas, Busch foi promovido ao posto de capitão.
Sobre a retirada da Bolívia, Busch contou no seu diário: “Começamos a nossa retirada [...] Passámos por uma saraivada de balas. O massacre continua. O número de mortos aumenta perigosamente [...] Conseguimos finalmente passar toda a zona onde estava o inimigo e chegámos ao Comando. Todos pedimos pão e água. Já não éramos os rapazes entusiastas e fortes que partiram de Oruro. Éramos apenas os seus espectros. Todos queríamos ir embora”.
Em novembro de 1932, durante uma série de operações de comando atrás das linhas paraguaias, Busch liderou um ataque a três ou quatro camiões paraguaios, matando trinta e sete soldados paraguaios e três oficiais. Entre os oficiais mortos estava o tenente Hermán Velilla, filho de uma proeminente família liberal de Assunção, um feito que rendeu a Busch grande infâmia entre o inimigo.Em 11 de março de 1933, a sua unidade capturou o Forte Alihuatá, juntamente com uma grande quantidade de material de guerra. Pelas suas ações, foi-lhe concedido o comando do 6º Regimento de Cavalaria “Lanza”. Nesse mês, o regimento participou em três ofensivas bem sucedidas, uma das quais conseguiu capturar o Forte Fernández.

Combatentes da Guerra do Chaco (a partir da esquerda) Hugo Ballivián, David Toro, Gabriel Gosálvez, Enrique Peñaranda, Enrique Baldivieso, Ángel Rodríguez e Busch.

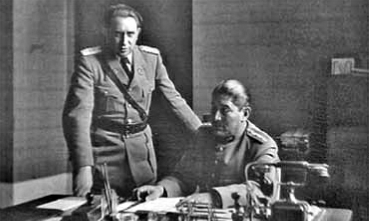
David Toro convenceu Busch a juntar-se ao Estado-Maior de Enrique Peñaranda.

Busch voltou a entrar em ação na Batalha de Gondra. Em 15 de julho, o Regimento “Lanza” lutou numa ação de retaguarda e cobriu a retirada da 4ª Divisão que enfrentava o cerco das forças paraguaias. Os bolivianos, sob o comando de Busch, trabalharam para abrir uma estrada para norte, na direção de Alihuatá, o único local onde o inimigo ainda não tinha entrado. Durante os três dias em que durou a rápida abertura da rota de fuga, houve combates pesados para evitar que as forças paraguaias a cortassem e impedissem a fuga.
No final de 1933, após a perda de 9.000 soldados bolivianos em Campo Vía, o Presidente Salamanca demitiu Kundt e nomeou Enrique Peñaranda como o novo comandante-chefe das forças armadas. O Estado-Maior de Peñaranda era composto por David Toro, Ángel Rodríguez, Óscar Moscoso e Germán Busch, que foi nomeado Chefe do Estado-Maior do 1º Corpo do Exército. Busch, um homem de ação, recusou inicialmente o cargo, mas foi persuadido a juntar-se ao alto comando boliviano por Toro, que lhe assegurou uma promoção ao posto de major em 30 de dezembro de 1933. Busch utilizou o seu novo comando para defender mais ações de guerrilha, retiradas tácticas e ofensivas de surpresa, por oposição a defesas prolongadas e ataques em massa, que considerava um desperdício de soldados e equipamento.

## Golpe de 1934
O desenrolar da Guerra do Chaco não foi um bom presságio para a Bolívia. Em novembro de 1934, os conflitos entre o Presidente Salamanca e o Comandante-em-Chefe das Forças Armadas, Enrique Peñaranda, atingiram o seu ponto máximo. Em 26 de novembro, Salamanca demitiu Peñaranda em favor do General José Leonardo Lanza. No dia seguinte, Salamanca deslocou-se pessoalmente ao quartel-general militar de Villamontes para exonerar Peñaranda das suas funções. Nesse dia, sectores militares leais a Peñaranda, entre os quais os coronéis David Toro, Oscar Moscoso e Germán Busch, decidiram resistir à ordem e construíram uma conspiração para se rebelarem contra o presidente.
As tropas foram retiradas diretamente das linhas da frente, a apenas doze quilómetros de distância. Sob o comando do próprio Busch, soldados armados com espingardas e metralhadoras cercaram e apontaram canhões para o chalé onde se encontrava o Presidente Salamanca. O então presidente foi detido e os chefes do exército conseguiram posteriormente a sua renúncia, pondo assim fim ao que foi apelidado de “Corralito de Villamontes”. Para manter as aparências democráticas, os militares permitiram que o vice-presidente José Luis Tejada Sorzano assumisse a presidência e supervisionasse a conclusão da guerra.
Após o golpe, em janeiro de 1935, Busch foi condecorado com a Grã-Cruz do Mérito Militar e em julho foi promovido a tenente-coronel. Em junho desse ano, poucas semanas após o armistício com o Paraguai, o Presidente Tejada Sorzano ofereceu-lhe um cargo de gabinete no Ministério da Defesa, mas tal foi rejeitado pela liderança militar, que propôs como alternativa o Tenente-Coronel Luis Añez. Em 5 de outubro, o primeiro contingente de tropas desmobilizadas, juntamente com o alto comando das forças armadas, chegou a La Paz. Passadas algumas semanas, a liderança militar regressou ao Chaco para dirigir a desmobilização das tropas e repatriar os prisioneiros de guerra, deixando Busch como chefe interino do Estado-Maior com sede em La Paz. Posteriormente, formou uma guarnição do exército composta por uma brigada de três regimentos do corpo de cavalaria do Chaco. Essencialmente, esta posição deu a Busch a capacidade de controlar todas as acções militares no centro administrativo da nação.

## Ascenção política
A derrota final da Bolívia contra o Paraguai, em junho de 1935, mergulhou o país num período de turbulência, uma vez que a velha ordem política perdeu a maioria do seu apoio. Enquanto movimentos políticos que se autodenominavam “socialistas” começaram a surgir em todo o país, os militares viram-se no meio da sua própria luta interna pelo poder. Enquanto muitos atribuíam a derrota da Guerra do Chaco aos partidos oligárquicos tradicionais, o corpo de oficiais superiores do exército era também largamente desacreditado pelas suas tácticas falhadas. Não tardou muito para que o jovem corpo de oficiais, que tinha subido nas fileiras a um ritmo incrivelmente rápido durante o conflito, obrigasse a velha guarda militar a dar lugar a uma nova liderança. Os jovens oficiais, simpatizantes dos movimentos de esquerda que se formavam no interior do país, rapidamente se uniram em torno do agora tenente-coronel Germán Busch que, a 13 de setembro de 1935, formou a Legião dos Veteranos (LEC), que rapidamente se tornou uma poderosa organização política e militar. Embora Busch acreditasse firmemente na necessidade de mudança social, não tinha um espírito político e era incapaz de formular uma ideologia política própria. Reconhecendo este fato, Busch e os jovens oficiais que o rodeavam acabaram por escolher o Coronel David Toro, mais competente politicamente, embora menos revolucionário, para liderar o seu movimento.

## Golpe de 1936

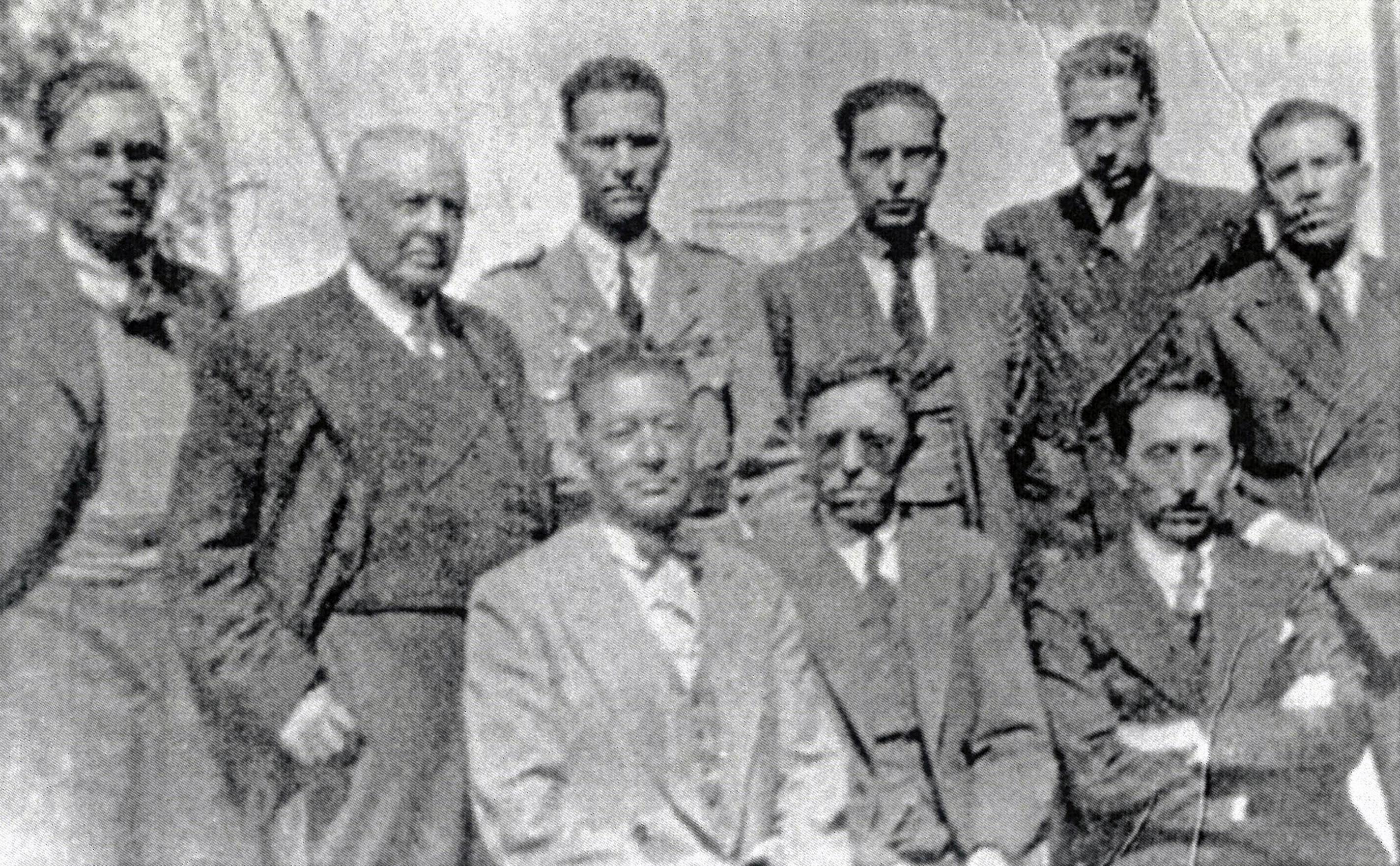
Os conspiradores que planearam e executaram a queda do Presidente José Luis Tejada Sorzano em maio de 1936.

Em várias partes da Bolívia, os sindicatos tinham levado o país à crise através de greves debilitantes que exigiam salários e benefícios mais elevados face à rápida inflação. O Presidente Tejada Sorzano era visto tanto pela população civil como pelos militares, incluindo Busch, como uma das velhas elites políticas que os tinham levado irresponsavelmente para a guerra sem os equipar adequadamente para a vencer. Assim sendo, não foi um choque quando as ordens do governo para que os militares interviessem contra os grevistas não foram ouvidas. Nessa altura, Waldó Álvarez, líder da Federação dos Trabalhadores do Trabalho (FOT), tinha-se reunido com Busch e Toro e tinha obtido deles o compromisso de que o exército não iria atuar contra os manifestantes. O auge da crise ocorreu em maio de 1936, quando foi convocado o maior movimento grevista, movimento esse jamais visto no país. O ponto culminante destas greves ocorreu a 17 de maio, quando, na sequência da ocupação de vários edifícios em La Paz na noite anterior, os militares sob o comando de Busch intervieram e exigiram a demissão de Tejada Sorzano. Foi rapidamente criada uma junta civil-militar, tendo Busch sido nomeado presidente provisório. Na mesma tarde, após o golpe de Estado sem derramamento de sangue, Busch e Álvarez iniciaram negociações, tendo sido satisfeitas todas as exigências dos sindicatos. Busch desempenhou as funções de presidente provisório até ao regresso de David Toro, em 20 de maio, após ter inspeccionado o desarmamento das tropas no Chaco. Toro tomou posse em 22 de maio e Busch juntou-se à direção do governo como um dos chefes da junta recém-criada.

### Busch durante o Governo Toro

Busch foi o protegido do coronel David Toro durante o período em que serviram juntos na Guerra do Chaco.

Toro presidiu a uma experiência reformista conhecida como socialismo militar (defendida por Busch) que aliou o governo militar aos movimentos laborais e de esquerda durante pouco mais de um ano. No entanto, com o passar do tempo, Busch e os jovens oficiais que o rodeavam começaram a ficar inquietos com as manobras políticas da coligação de esquerda. Em particular, não gostavam do conflito constante entre os socialistas moderados do Partido Socialista Unido (PSU) de Enrique Baldivieso e o Partido Republicano Socialista (PRS) de Bautista Saavedra. O ex-Presidente era um político magistral, que mantinha o seu partido num equilíbrio delicado entre o velho establishment da era liberal e o novo socialismo do pós-guerra, mantendo a liderança das gerações anteriores à guerra e apelando ao pós-guerra através da adoção de uma linguagem socialista. O seu PRS tinha sido um dos três grandes partidos tradicionais aliados do governo de Tejada Sorzano e, quando a viabilidade dessa administração parecia perdida, tinha mudado de lado e juntou-se aos Socialistas Unidos na sua oposição ao governo.
A coalizão PRS-PSU rapidamente se fraturou, uma vez que os socialistas de Baldivieso não confiavam nos "direitistas" do PRS, enquanto Saavedra, por sua vez, denunciava a presença de "comunistas" no governo. Frustrado com o impasse, Germán Busch executou um autogolpe em 21 de junho, a partir da própria junta, sem aviso prévio ao presidente David Toro. Saavedra foi exilado para o Chile, e a aliança entre o Exército e a esquerda civil chegou ao fim, com as Forças Armadas assumindo o controle do país de forma autônoma. Em um manifesto à nação, Busch declarou: “Os partidos de esquerda, unidos por pactos que pareciam solidamente definidos, não tardaram em rompê-los.” Afirmou ainda que o Exército passaria a governar sozinho, com apoio dos veteranos de guerra e dos movimentos trabalhistas.
A facilidade com que Busch conseguiu realizar o golpe, que Toro foi forçado a aceitar, evidenciou a influência que o homem exercia sobre o regime. À medida que Busch consolidava seu controle sobre o Exército por meio de sua posição como Chefe do Estado-Maior, Toro tornava-se cada vez mais dependente dele. Um sinal claro disso ocorreu quando Busch tentou renunciar ao cargo em 3 de março de 1937. A renúncia foi interpretada como um voto de desconfiança contra Toro e abalou seriamente o governo. O presidente rejeitou o pedido em meio à pressão de oficiais militares, o que deixou ainda mais evidente que a lealdade das Forças Armadas estava com Busch e não com ele.

## Golpe de 1937
Apesar de promulgar leis populares, como a nacionalização da Standard Oil, o governo de David Toro rapidamente enfrentou o descontentamento tanto da população indígena quanto de setores do Exército. O próprio Germán Busch demonstrava frustração com o que considerava o pragmatismo excessivo de Toro e as concessões políticas que, a seu ver, não geravam avanços concretos.
Em 10 de julho, durante uma reunião em La Paz, a Legião dos Veteranos elegeu Busch como Jefe Supremo (Líder Supremo) da organização, numa decisão que deliberadamente excluía Toro da liderança do movimento dos veteranos.
No dia seguinte, Busch reuniu-se em sigilo com Toro e o general Enrique Peñaranda, informando-lhes que o governo já não contava com a confiança do Exército. Busch solicitou então que Toro redigisse uma carta de renúncia à presidência como um gesto simbólico, sob o pretexto de demonstrar à opinião pública que os militares estavam livres para responder a um eventual referendo. Toro acreditava que voltaria ao comando assim que os militares reiterassem seu apoio e pedissem que permanecesse como líder da nação. Contudo, Busch havia ocultado o fato de que a maioria dos altos comandos militares já havia se posicionado contra Toro. Em um gesto protocolar, ofereceu a presidência da junta a Peñaranda, que recusou como era previsto, abrindo caminho para que ele próprio assumisse o poder.
A renúncia de Toro jamais foi transmitida. Em 15 de julho, ele foi levado pelo Exército a um aeroporto sob falsas alegações e posteriormente exilado para o Chile. Como consequência do golpe, Germán Busch sucedeu Toro como líder da junta em 13 de julho de 1937, assumindo de facto a presidência da Bolívia com 34 anos, tornando-se o quinto presidente mais jovem da história do país e o mais jovem a ter nascido após a independência.

## Presidência (1937–1939)
Embora Germán Busch fosse considerado um herói nacional, sua orientação política permanecia ambígua para o público em geral. Tanto a esquerda quanto a direita presumiam que ele abandonaria o socialismo militar de Toro e restauraria a ordem política tradicional. Busch pouco fez para dissipar essas suposições, oferecendo apenas declarações vagas sobre a “regeneração nacional” e a “[manutenção] da ordem pública”. Como resultado, ele teve de negar até supostas alegações de que seu golpe havia sido financiado pela Standard Oil, afirmando que seu governo não tinha intenção de devolver os bens confiscados da empresa.

### Conselho de Ministros
O gabinete ministerial que Busch formou ao assumir o poder indicava a dificuldade do novo regime em definir uma ideologia clara. Ele demonstrou uma tendência ao conservadorismo econômico ao nomear o direitista Federico Gutiérrez Granier para o Ministério das Finanças. Gutiérrez Granier havia sido Ministro das Finanças durante o governo de Tejada Sorzano, o qual o próprio Busch havia derrubado. Ainda assim, Busch permitiu que o ministro tivesse liberdade para desfazer muitas das políticas da era Toro, incluindo o fechamento de lojas de alimentos subsidiadas pelo Estado e a eliminação de vários subsídios a bens de consumo e programas de apoio econômico.
Busch também permitiu que o alto escalão mais conservador das Forças Armadas reafirmasse sua influência durante seu regime. Em janeiro de 1938, Busch acusou o general Peñaranda de conspirar um golpe. Em vez de destituí-lo, Busch desafiou o general para um duelo, com o vencedor assumindo a presidência. A acusação e o desafio foram profundamente ofensivos para Peñaranda, que, furioso, renunciou ao seu posto de comandante-em-chefe do Exército e deixou o palácio do governo indignado. Busch, por sua vez, pouco fez para impedir que o sucessor de Peñaranda, o recém-nomeado general Carlos Quintanilla, promovesse uma purga pública de jovens oficiais de esquerda dos cargos de poder nas fileiras militares. Essa ação só foi interrompida após pressão de legisladores de esquerda, que temiam a perda de seus aliados nas Forças Armadas.
Por outro lado, politicamente, o regime de Busch adotou muitos dos elementos mais radicais da administração de Toro, nomeando o líder do Partido Socialista Unificado, Enrique Baldivieso, como Ministro das Relações Exteriores, e o socialista moderado Gabriel Gosálvez como Secretário-Geral da Junta.

### Convenção Nacional de 1938

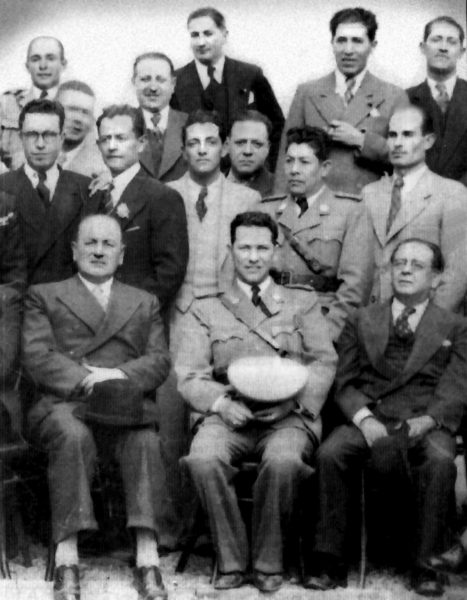
Busch com delegados da Convenção Nacional de 1938.

O presidente Toro havia convocado uma Convenção Nacional em 1937 para ser realizada no ano seguinte. Após sua renúncia, Busch e a nova junta de governo convocaram a eleição de uma assembleia constituinte, que foi realizada de 23 de maio a 30 de outubro, com a tarefa de reescrever a constituição da Bolívia. A convenção representou uma oportunidade para que as novas forças políticas do pós-guerra se afirmassem diante dos tradicionais partidos Republicano Genuíno, Liberal e Republicano Socialista do período anterior à guerra, os quais, por sua vez, tentaram restabelecer a antiga ordem.
Embora Busch aceitasse o apoio dos partidos tradicionais e permitisse que o Ministro das Finanças, Gutiérrez Granier, negociasse com eles, ele também adotou o plano de Toro para a representação sindical no governo, ao permitir que a Confederação Sindical dos Trabalhadores da Bolívia (CSTB) e a Legião de Veteranos se unissem aos partidos moderados e radicais de esquerda na aliança eleitoral da Frente Única Socialista (FUS), uma coalizão que Busch apoiou nas eleições legislativas que se aproximavam. Diante desse novo movimento liderado por Busch, os partidos tradicionais (com exceção do PRS, que aderiu à FUS) se retiraram das eleições, permitindo que a chamada "Geração do Chaco" vencesse por ampla maioria e obtivesse controle total sobre a convenção.
Em 27 de maio de 1938, a convenção elegeu Busch como presidente constitucional da República, com Enrique Baldivieso como vice-presidente. Ambos foram empossados no dia seguinte, com mandatos fixados até 6 de agosto de 1942.
Em 30 de outubro, a convenção concluiu com sucesso a elaboração da Constituição Boliviana de 1938, uma das mais importantes da história do país devido ao seu caráter social. A nova Constituição formalizou os direitos trabalhistas e os colocou sob proteção do Estado, permitiu maior intervenção do governo em questões como salário mínimo, férias anuais e seguridade social, e promoveu a justiça social ao reconhecer a existência legal das comunidades indígenas bolivianas e garantir sua educação.

### Presidência constitucional (1938–1939)

Retrato de Busch enquanto presidente por Luis Walpher, 1954.

#### Tratado de Paz com o Paraguai
Em 21 de julho de 1938, foi assinado em Buenos Aires o Tratado de Paz, Amizade e Fronteiras entre a Bolívia e o Paraguai, encerrando de forma definitiva a Guerra do Chaco. O tratado concedeu cerca de 75% do Chaco Boreal ao Paraguai, com base nas condições estabelecidas pelo governo Busch, principalmente no que dizia respeito ao acesso da Bolívia ao Rio Paraguai.

#### Criação de Pando
Por decreto, em 24 de setembro, Busch criou o Departamento de Pando, como o nono departamento da Bolívia, nomeando-o em homenagem ao ex-presidente José Manuel Pando, que supervisionou a Guerra do Acre na região. A terra que se tornou Pando era conhecida até então como o Território Nacional das Colônias do Noroeste, que dependia administrativamente do Ministério da Agricultura, Irrigação e Colonização. O ministério promoveu a eleição de seis representantes (dois senadores e quatro deputados) do território para a convenção nacional.
O objetivo da criação do departamento era conferir maior hierarquia política à região, bem como promover o crescimento demográfico e econômico. Também visava pôr fim "a um dilema levantado na época pelos habitantes de Riberalta, que desejavam que a cidade fosse a capital de um novo departamento". No entanto, durante a convenção, a delegação do território se uniu a um "Bloco Oriental" de representantes de Santa Cruz e Beni e decidiu que Puerto Rico seria a capital, em vez de Riberalta, com esta última permanecendo parte de Beni. Em 1945, a capital foi transferida para Cobija.
A criação de Pando também coincidiu com o aniversário cívico do Departamento de Santa Cruz. Embora alguns historiadores contemporâneos tenham teorizado que isso possa ter ocorrido devido à possível amizade ou laços familiares de Busch com proprietários de terras e empresários de Santa Cruz, que tinham fortes interesses e investimentos em Beni e no território que se tornou Pando, o historiador e ex-presidente Carlos Mesa também apontou que "Em 1938, as comemorações departamentais não tinham a significância e [...] afirmação da identidade regional que possuem hoje. Não acredito, de forma alguma, que Busch tenha tido qualquer intenção de fazer com que a data da criação de Pando coincidisse com sua condição de Cruceño ou seus supostos interesses com as elites de Santa Cruz da época.

#### Fragmentação da esquerda

Busch com seu confidente Gabriel Gosálvez em 6 de agosto de 1938.

Sobrecarregado, durante a maior parte de sua presidência, com os aspectos processuais de implementar uma nova estrutura política (a Assembleia, a nova Constituição), Busch não conseguiu aprovar muitas reformas significativas, apesar de seu objetivo declarado de "aprofundar" o socialismo militar de Toro. Apesar de seu poder crescente, os grupos fragmentados da esquerda permaneceram em constante mudança. A nova assembleia foi a primeira a ser formada desde a queda de Tejada Sorzano, e o fato de que a maioria dos membros dos partidos tradicionais havia se retirado significou que muito poucos políticos experientes estavam presentes no Congresso. Os partidos se uniam e se separavam em tentativas de formar coalizões viáveis, mas partidos verdadeiramente nacionais não puderam surgir sem uma liderança firme que fosse capaz de reunir apoio e organização, algo que Busch demonstrou não ser capaz de fazer.
A tentativa de Busch de unir os partidos mostrou-se desanimadora. O ex-presidente da convenção nacional, Renato Riverín, se uniu ao conselheiro próximo de Busch, Gabriel Gosálvez, para reunir o moderado Partido Socialista Unido de Baldivieso com grupos mais radicais, como o Partido Socialista Independente de Víctor Paz Estenssoro. No entanto, os membros deste Partido Socialista apoiado pelo governo expressaram preocupações sobre a falta de comprometimento de Busch, que estava mais acostumado à estrutura de comando absoluto do exército do que à política civil mais cooperativa.
O círculo de aliados políticos do presidente se reduziu consideravelmente em março de 1939. Nesse mês, o vice-presidente Baldivieso abdicou de suas funções de liderança sobre os socialistas moderados, instando-os a se mover ainda mais para a esquerda. Não muito depois, no dia 18, Gosálvez renunciou ao cargo de ministro de governo para se dedicar integralmente ao seu trabalho diplomático em Roma, como Embaixador da Santa Sé, afastando-se tanto da política interna boliviana quanto do país em si. O substituto de Gosálvez, Vicente Leytón, pôs fim à tentativa de Busch de formar um Partido Socialista nacional quando se recusou a aderir a ele. Enquanto Busch anunciava que endossaria sua própria lista de candidatos, o colapso da frente unificada não parecia promissor para as chances da esquerda nas próximas eleições legislativas de maio.

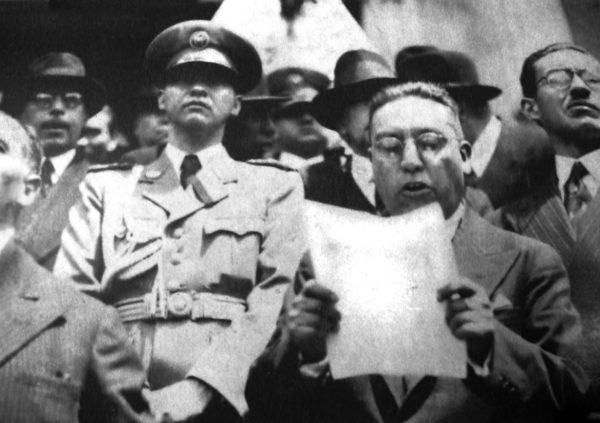
Busch no funeral de Bautista Saavedra em maio de 1939.

#### Consolidação reacionária
Os problemas de Busch continuaram com a reformulação dos partidos tradicionais após a morte de Bautista Saavedra em 1º de maio de 1939, enquanto ainda estava exilado em Santiago. Com a morte de Saavedra e, ainda antes disso, devido ao seu estado de saúde debilitado, os partidos tradicionais romperam com sua política de interação com a esquerda moderada. Em 22 de março de 1939, o Partido Liberal e ambos os partidos republicanos deixaram de lado suas diferenças e se uniram na aliança eleitoral da Concordância. Eles surgiram exigindo o fim da participação militar na política e abraçaram o apoio da oligarquia, anunciando diversos candidatos para as eleições legislativas. 

#### Escândalo da imigração
No meio dos problemas que se acumulavam no governo, surgiu o caso da imigração. O escândalo teve suas raízes em junho de 1938, quando o governo de Busch anunciou a imigração aberta para a Bolívia, numa reviravolta repentina da política governamental anterior. Em 9 de junho, o Ministro da Agricultura e Imigração, Julio Salmón, anunciou o fim das restrições especiais à migração judaica. Embora o motivo disso provavelmente estivesse relacionado ao desejo de assentar judeus no Chaco antes que o Paraguai o fizesse, isso fez da Bolívia o único país no mundo na época a permitir migração judaica ilimitada, o que contrariava as fortes simpatias nacional-socialistas e pró-alemãs do exército.
O plano, apoiado por Moritz Hochschild, conhecido como o "Schindler boliviano", previa a imigração de 10.000 judeus europeus para a Bolívia dentro de um ano. Considerando o fluxo de pedidos, a desesperança dos que se inscreviam, a falta de qualificação e os baixos salários do serviço diplomático, abusos inevitavelmente ocorreram. Um escândalo surgiu quando se descobriu que o cônsul-geral em Paris exigia que todos os vistos fossem aprovados pela embaixada, que cobrava entre dez e vinte mil francos de emigrantes judeus por um visto. Embora muitas das pessoas envolvidas tenham sido demitidas, Busch e seu governo enfrentaram acusações de graves violações morais e má conduta governamental pela imprensa.

### Ditadura declarada

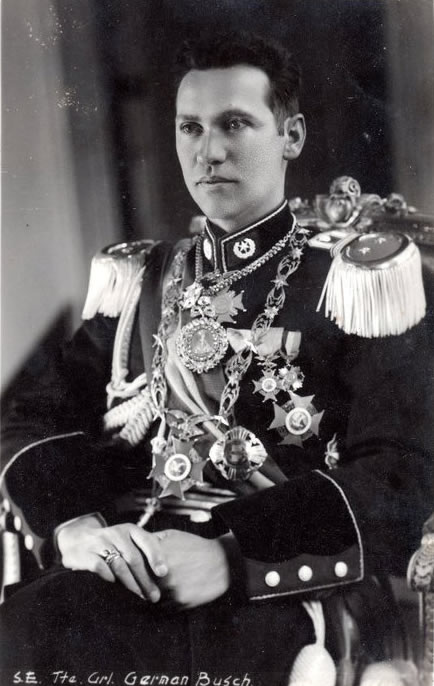
Busch no Palacio Quemado, c. 1938.

Diante do escândalo da imigração, insatisfeito com os resultados produzidos por suas poucas reformas e com pouco apoio da esquerda fragmentada, Busch, cansado de navegar pelas complexidades da política parlamentar, declarou o regime totalitário em 24 de abril de 1939, anulando assim o próprio sistema político que havia criado com tanto esforço. Ao meio-dia, Busch emitiu seu Manifesto à Nação, que dizia: "Concebi a reorganização dos partidos como um ideal [...]. Reconheci a necessidade de uma democracia livre [...] Defendi a conveniência de ampla liberdade de imprensa. Mas, vi que [no seu lugar] a devassidão foi imposta [...] uma fermentação subversiva e demagógica ocorreu, envenenando o ambiente nacional. [...] Diante desse quadro, [...] A partir de hoje, inicio um governo enérgico e disciplinado, convicto de que este é o único caminho que permitirá o fortalecimento da República, interna e internacionalmente". A assembleia foi suspensa, as eleições programadas foram canceladas, e a Constituição de 1938, embora ainda em vigor, seria a partir de então aplicada por decreto executivo. Nos meses seguintes, Busch emitiu alguns dos mais importantes decretos e leis de sua administração, incluindo a nacionalização de diversas ferrovias e indústrias, bem como do Banco Central.

#### Código do Trabalho
Talvez uma das reformas mais importantes e duradouras desse período tenha sido o Código del Trabajo (Código do Trabalho), aprovado por decreto em 24 de maio de 1939. O Código do Trabalho, que passou a ser chamado de Código Busch, foi a realização dos primeiros esboços escritos pelo líder trabalhista Waldó Álvarez e finalmente trouxe a tão aguardada reforma social e trabalhista. O documento estabeleceu garantias governamentais de segurança no emprego, compensação por acidentes, licença remunerada e negociação coletiva.

#### Lei da Moeda de Mineração
Em 7 de junho de 1939, Busch promulgou um dos decretos mais importantes de sua administração. A lei determinava a entrega de 100% de toda a moeda estrangeira obtida com as exportações de estanho ao Banco Central, que devolveria o montante de moeda estrangeira necessário para as necessidades devidamente verificadas e no máximo 5% para o pagamento de dividendos aos acionistas. O restante seria dado às empresas na taxa de câmbio de 141 bolivianos por libra esterlina. As empresas que tivessem seu capital de giro no exterior eram obrigadas a transferi-lo ao Banco Central dentro de 120 dias, com qualquer resistência ativa ou passiva ao decreto sendo considerada um ato de traição, julgada e punida como tal. Embora a medida não tenha sido feita para desafiar a propriedade privada das minas, ela forneceu pela primeira vez ao governo uma forma eficaz de adquirir parte dos lucros da poderosa indústria de estanho da Bolívia e afirmou o direito do Estado de intervir na economia do país.
O decreto foi o mais popular da administração de Busch, com o entusiasmo público rivalizando até mesmo com a nacionalização da Standard Oil por Toro. Por outro lado, ele fez de Busch o inimigo público da Rosca, a poderosa oligarquia dos barões do estanho da Bolívia, que denunciou a nova lei e recrutou o apoio da conservadora Concordância para se opor a ela. A reação da Rosca foi rápida. De acordo com o Ministro das Relações Exteriores, Eduardo Díez de Medina, "O consórcio dos grandes proprietários de minas [...] que viu na atitude do presidente uma ameaça ao predomínio dos grupos privilegiados, desencadeou uma violenta oposição às suas medidas. Busch recebeu ameaças anônimas de todos os pontos do país". Isso foi reconhecido por Busch, que, ao emitir o decreto, declarou: "Sei que esse passo é extremamente grave para o meu governo e que muitos perigos me aguardam. Mas não importa, estou lutando pelo povo boliviano e, se eu cair, terei caído com uma grande bandeira: a liberdade econômica da Bolívia".

## Morte e controvérsia
Nas últimas semanas de vida de Busch, a pressão da imprensa contra seu governo se tornou mais severa. Os ataques à sua liderança incluíam afirmações de que "ele era [muito] jovem e inexperiente para governar" e "que ele não tinha cultura nem conhecimento". Os problemas políticos de Busch foram agravados por questões pessoais, incluindo a morte de sua mãe, cujo funeral teve baixa presença, e um problema dentário que o obrigou a tomar analgésicos para aliviar a dor. O historiador Pablo Michel também sugere que Busch possa ter sofrido de transtorno de estresse pós-traumático (TEPT) não diagnosticado, que de 1936 a 1968 levou ao suicídio de mais de 400 veteranos da Guerra do Chaco.
Em 18 de agosto de 1939, o dentista José Rosa Quiroga removeu seu dente frontal, o que afetou sua aparência estética. Desde então, Busch não havia mais estado no Palácio Quemado, passando a tratar dos atos administrativos de sua pequena casa em Miraflores, onde morava com seu cunhado, o Coronel Eliodoro Carmona, suas respectivas esposas, Matilde Carmona e Elisa Tornee, e seus filhos. No dia 21, a família do Major Ricardo Goitia, casado com Lía Carmona, irmã de Matilde e Eliodoro, havia chegado de Guaqui para celebrar o aniversário de Eliodoro no dia seguinte.

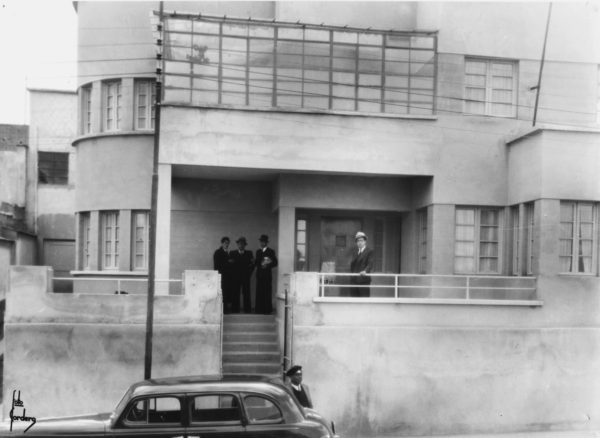
Reisdência de Busch em Miraflores,

### Aparente suicídio

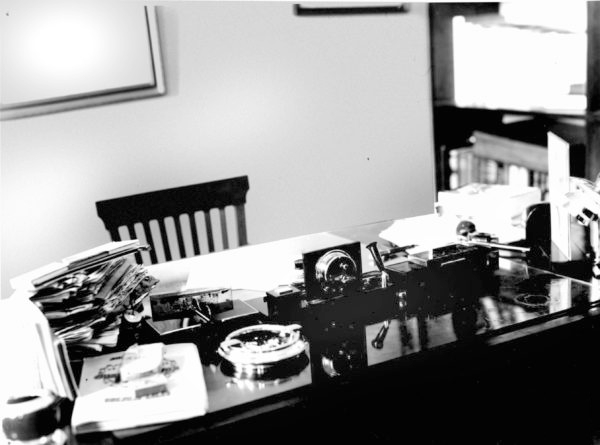
Mesa do escritório de Germán Busch. (À Direita) o revólver que Busch usou para atirar em si mesmo.

Às 21h do dia 22 de agosto, Busch e sua esposa retornaram à casa após uma última visita ao dentista Rosa Quiroga e iniciaram a celebração do aniversário de Carmona. Embora Busch aparentasse estar alegre durante o jantar, Matilde relataria mais tarde que "era uma alegria fingida". No dia 24 de agosto, a edição matutina do jornal El Diario publicou o relato dos acontecimentos conforme narrado pelo major Goitia: "tudo transcorreu em um ambiente de cordialidade familiar até às três da manhã, quando os presentes já haviam partido. Foi então que [Busch] lembrou ter deixado inúmeros documentos sobre sua escrivaninha que precisavam ser despachados, e disse a Carmona e [Goitia] que queria revisá-los e assiná-los. Então, Goitia observou que a hora já estava avançada e que seria mais conveniente ele ir descansar. O presidente respondeu: ‘Três milhões de cidadãos bolivianos pesam sobre meus ombros, devo zelar pelo bem-estar e o progresso do país, mas neste trabalho o mal-entendido, a falta de cooperação e a ação velada dos meus inimigos dificultam minha tarefa.’ [...] Naquele momento, [...] Goitia percebeu que Busch estava sofrendo um de seus colapsos nervosos [...] e viu que ele tirou uma pistola do bolso da calça. Em seguida, Goitia o segurou pela mão e, em uma luta para impedir que ele a usasse contra si mesmo — da qual Carmona também participou — o primeiro disparo foi feito em direção a uma janela".
O primeiro tiro foi disparado às 5h20 da manhã. Segundo relatos, Matilde foi acordada pelo som, mas não desceu imediatamente por estar em trajes de dormir. Em vez disso, perguntou ao mordomo Francisco Medina: “O que aconteceu?”, ao que ele respondeu: “O coronel atirou”, e então ela decidiu não intervir, retornando ao quarto. Carmona relatou que ele e Goitia tentaram tirar a arma de Busch, mas que “foi impossível”. Dez minutos depois, às 5h30, Carmona contou: “Com um tom suave, [Busch] nos disse para parar. Pensamos que havia se acalmado, mas de repente ele nos empurrou, levantou o braço e efetuou o disparo. Sua cabeça tombou para o lado direito sobre a escrivaninha e a arma caiu no chão. Segurei sua cabeça. Peguei a arma e a coloquei sobre a mesa.” Carmona explicou que esse último detalhe era o motivo pelo qual suas impressões digitais estavam na arma.
Naquele momento, a esposa e a filha de Carmona, Elisa e Yolanda, acompanhadas da esposa de Goitia, Lya, saíram da casa em busca do cirurgião Guillermo Debbe, que morava a uma quadra dali. Quando Debbe chegou, o corpo de Busch estava estendido no salão até a chegada de um segundo médico, Félix Veintemillas, que ao ver o corpo disse à família: “Não há mais o que fazer”. Ainda assim, Veintemillas foi convencido — pelas ameaças físicas de Carmona e os apelos de Matilde — a levar o corpo ao hospital geral para ser operado. Na manhã de 23 de agosto, Busch passou por uma operação delicada e após nove horas de agonia faleceu às 14h45.

#### Controvérsias

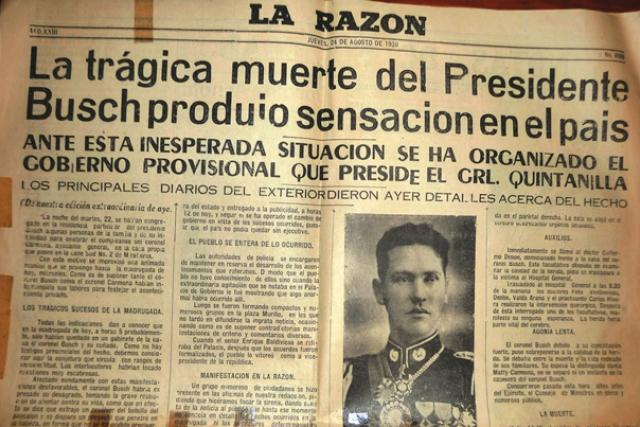
O jornal La Razón relata a morte de Germán Busch em 24 de agosto de 1939. Os jornais matutinos La Calle, El País e La Nación corroboraram a narrativa de suicídio.

No hospital, havia poucos presentes além de sua própria família e da do vice-presidente Baldivieso. Antes mesmo de Busch falecer, mas já prevendo que sua recuperação era improvável, o general Carlos Quintanilla organizou uma ocupação militar do Palácio Quemado, declarando a sucessão constitucional nula devido à instauração do regime ditatorial por Busch em abril. Após a morte do presidente, os setores mais conservadores e pró-oligarquia da elite boliviana foram rápidos em se reafirmar. Em um pronunciamento radiofônico à nação, Quintanilla declarou-se presidente provisório, encarregado de convocar novas eleições e restaurar o campo político ao status quo tradicional pré-Toro.
Em sua obra Busch está morto, quem vive agora?, publicada no ano seguinte à morte do presidente, Luis Toro Ramallo relatou que, naqueles dias, conjecturas sobre o falecimento de Busch circulavam por toda a cidade, e que "motins e revoluções foram anunciados". Por outro lado, "murmurava-se" e falava-se abertamente contra o "golpista" Quintanilla. Na época, a crença comum entre os bolivianos era de que Busch havia sido assassinado a mando da Rosca.

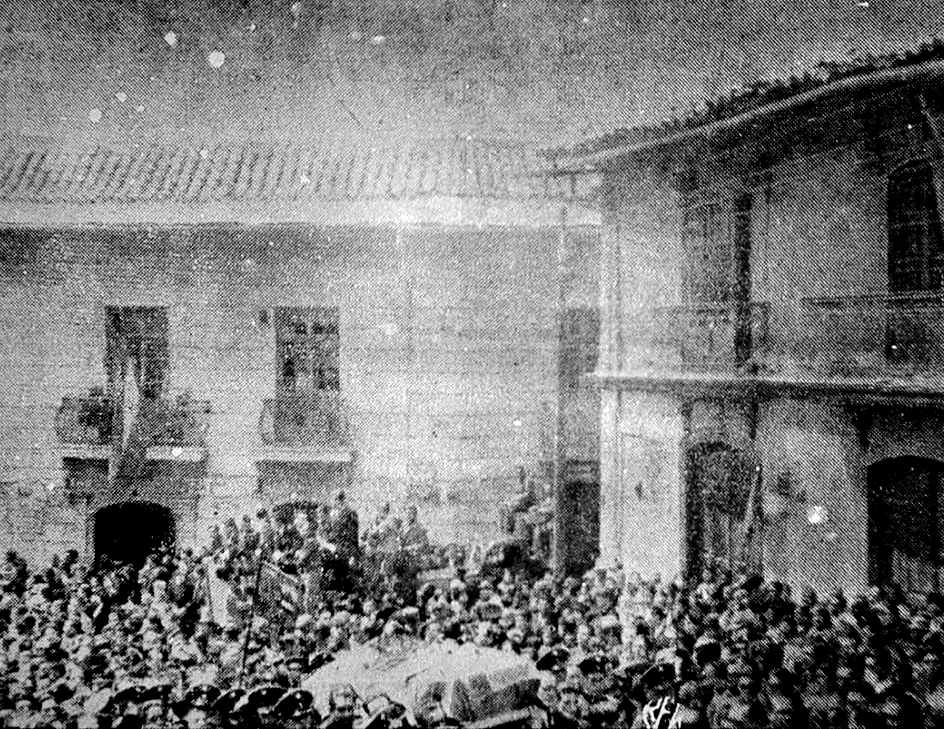
Uma grande reunião de pessoas que acompanham o enterro de Germán Busch.

Com o objetivo de reforçar a versão do suicídio de Busch, o governo de Quintanilla emitiu um comunicado em 24 de agosto que “deixa registrado com plena evidência que a morte do presidente se deve a um ato absolutamente voluntário, por determinação tomada sob o peso de sua profunda angústia patriótica”. Em 28 de setembro, foi entregue o laudo da autópsia, que concluiu “possível suicídio”. “Isso não pode ser afirmado categoricamente devido ao fato de que os vestígios deixados por um disparo a curta distância [...] não são visíveis, pois a ferida foi lavada para tratamento”. Posteriormente, a ordem final do caso, emitida em 5 de outubro de 1939, concluiu que “o presidente Busch pôs fim à sua existência por meio do procedimento violento do suicídio [...] em sua mesa de trabalho em sua residência particular, utilizando um revólver Colt calibre 32”. Essa decisão gerou controvérsias.
Em 1944, o deputado Edmundo Roca e o capitão Julio Ponce de León acusaram o coronel Eliodoro Carmona de ter sido o “principal responsável pela morte de Busch” e solicitaram “prisão preventiva enquanto a justiça comum se pronuncia novamente”. Assim, a investigação foi reaberta. Em 31 de agosto de 1944, o jornal La Calle informou que essas acusações foram feitas com base em “declarações” dadas por Carmona em Charagua. Segundo o tenente Eufracio Bruno, que mais tarde depôs no julgamento, ele teria perguntado a Carmona: “Por que a opinião pública aponta você como o autor da morte de Busch?”, ao que, em estado de embriaguez, Carmona teria respondido: “Sim, eu o matei, e agora o que você quer?”. Bruno também afirmou que, no aniversário do oficial Julio Garnica, Carmona teria confirmado: “Este braço matou o coronel Busch por dezoito mil dólares”. O processo judicial, contudo, foi inconclusivo e acabou sendo interrompido com a queda do governo Villarroel em 1946. Apesar disso, Carmona sofreu duas tentativas de linchamento como consequência.

#### Análise contemporânea
A família do pai de Germán Busch, Pablo Busch, também apoia a teoria de que a morte de Busch foi um assassinato cometido por seus parentes por afinidade, os Carmona. Segundo Lila Ávila Busch, sobrinha de Germán, quando seu avô Pablo Busch recebeu em sua residência em Gênova o telegrama informando sobre a morte de Busch, ele o jogou no chão com raiva, afirmando: “Isso é obra dos Carmona”. Herlan Vaca Díez, também sobrinho de Busch, afirma que seu tio Gustavo Busch, irmão de Germán, conversou com o mordomo que estava presente durante a festa na qual Busch morreu. “Ele sempre dizia que Carmona não apenas matou Germán, mas também já havia matado outra pessoa antes”. Por outro lado, o historiador Robert Brockmann questiona essas alegações, dizendo: “Como Pablo poderia saber, a milhares de quilômetros de distância, que os Carmona haviam assassinado Germán? Como ele soube disso?” E acrescenta: “O suposto papel do mordomo Medina é, na melhor das hipóteses, frágil”.
Augusto Céspedes, em sua obra O Presidente Enforcado, afirmou que “o suicídio de Busch foi tão oportuno para os grandes mineiros que até hoje nos faz suspeitar de um assassinato estratégico”. No entanto, historiadores contemporâneos como Brockmann sustentam que a narrativa do suicídio é a mais plausível. Segundo ele, “A investigação policial detalhada no local, que comprova o suicídio, é descartada com muita leveza. Na Bolívia, onde é impossível guardar um segredo, não seria viável construir e manter uma mentira tão elaborada por quase oito décadas”. Brockmann também aponta que entre 1938 e 1939, Busch tentou cometer suicídio pelo menos seis vezes: “Então, quando você soma os registros policiais e os testemunhos das testemunhas, percebe que havia uma tendência significativa ao suicídio”

## Legado

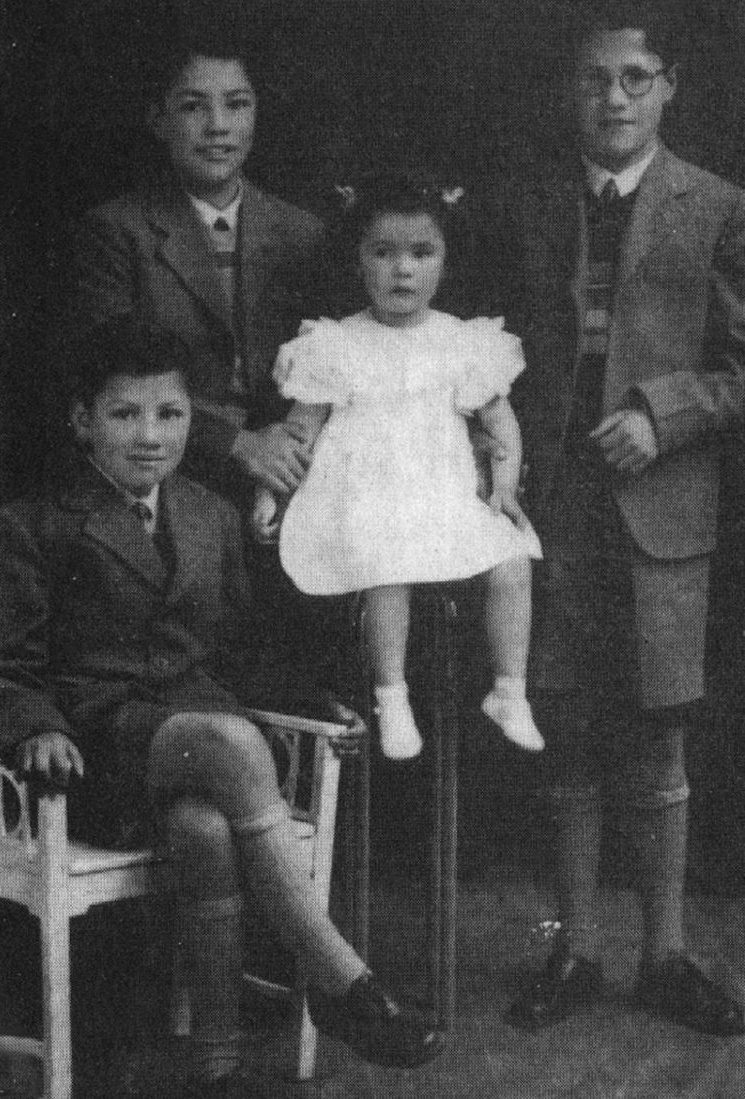
Os quatro filhos de Busch: Germán, Orlando, Waldo e Gloria, que nasceu um ano após sua morte.

Robert Brockmann descreve Germán Busch como “um herói ou semideus grego [...] Tudo o que ele tocava ganhava impulsos gigantescos, ramificações inesperadas e causava grandes mudanças, quisesse ele ou não”. “Sem dúvida, ele faz parte da mitologia nacional”. Já Herbert S. Klein caracteriza sua liderança política como “incapaz de direção coerente e concentrada”, embora também reconheça que o governo de Busch permitiu que ideias reformistas tivessem voz no cenário nacional pela primeira vez, marcando “o fim do consenso nacional e o início de um conflito de classes sem concessões na Bolívia [...], que acabaria levando à Revolução Nacional de abril de 1952”.
O coronel Alberto Natusch, que governou a Bolívia por 16 dias em novembro de 1979, era sobrinho de Germán Busch. Busch teve quatro filhos: três homens, Germán, Orlando e Waldo, e uma filha, Gloria, nascida em 1940, um ano após sua morte.

## Ligações com o fascismo
Pelo fato do Exército boliviano historicamente contar na época com alguns assessores alemães e soldados treinados na Alemanha e, pelo próprio Busch possuir ascendência parcialmente alemã, ele foi suspeito de nutrir tendências nazistas. Essa percepção foi reforçada pelo fato de que, apenas uma semana após assumir o poder em 1937, ele solicitou à legação alemã assessores econômicos e especialistas em petróleo.
Em 9 de abril de 1939, pouco antes de declarar seu governo ditatorial no dia 24, Busch conversou com Ernst Wendler, ministro alemão na Bolívia, solicitando “apoio moral e material” para o estabelecimento da “ordem e autoridade no Estado através [...] da transição para uma forma estatal totalitária”. Para isso, Busch pediu conselheiros alemães para quase todas as áreas da administração governamental. Embora Wendler tenha demonstrado interesse inicial, a resposta final do governo alemão, em 22 de abril, recusou cordialmente o pedido, afirmando que desejava evitar “medidas conspícuas, como o envio de um corpo de conselheiros”.
Embora Busch simpatizasse com certos elementos da ideologia nazista, ele nunca concordou com seus princípios fundamentais sobre raça e antissemitismo, o que foi confirmado por seu patrocínio à emigração judaica da Europa e sua condenação ao racismo e ao regionalismo do Partido Socialista do Oriente, o qual qualificou como “um ataque contra a unidade nacional”.

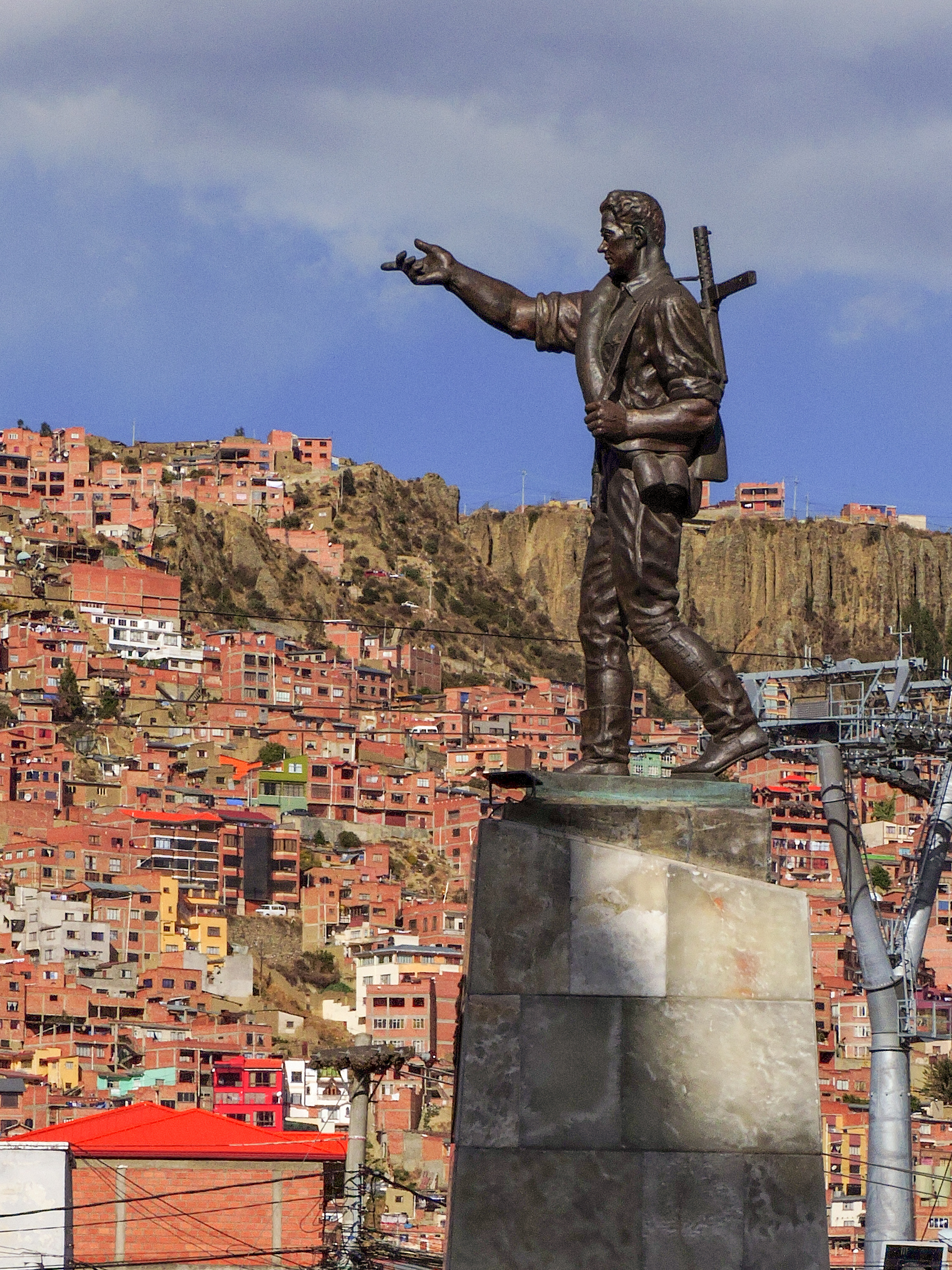
Monumento a Germán Busch em La Paz, Bolivia.

Ao mesmo tempo, Busch tem sido descrito, antes de tudo, como um antiliberal, desiludido com quase quarenta anos de governos liberais marcados pela corrupção. Busch e a era do socialismo militar na Bolívia surgiram num momento anterior ao advento do antifascismo e à separação violenta entre o nacional-socialismo e o marxismo que ocorreria com a Segunda Guerra Mundial. Na Bolívia dos anos 1930, as fronteiras entre as diversas vertentes do socialismo, do nacional-socialismo ao socialismo de esquerda, passando pelo socialismo moderado, embora existentes, ainda não estavam claramente delimitadas.

### Locais e monumentos
Diversos locais na Bolívia foram nomeados em sua homenagem, incluindo a Província Germán Busch, no departamento de Santa Cruz, criada pela Lei nº 672 de 30 de novembro de 1984, durante o segundo governo de Hernán Siles Zuazo. Localizado nessa província, Puerto Busch é um porto fluvial situado no rio Paraguai, de caráter internacional. Durante muitas décadas, Puerto Busch foi um projeto portuário esquecido, mas recuperou sua relevância como zona estratégica comercial e de exportação após a derrota da Bolívia frente ao Chile na Demanda Marítima julgada pela Corte Internacional de Justiça de Haia. O porto representa uma alternativa de saída soberana ao Oceano Atlântico para a Bolívia. Um monumento a Germán Busch está localizado na capital boliviana, La Paz, e outras estátuas existem em Pando, Beni e Santa Cruz.